# Протомицес толстокожий
Протомицес толстокожий (лат. Protomyces pachydermus) — вид грибов из семейства Протомициевые (Protomycetaceae), паразитирует на нескольких родах из семейства Астровые (Asteraceae).
Вызывает появление мелких вздутий (галлов) и бурых или красноватых пятен на жилках листьев и черешках.
Аскогенные клетки гриба (см. Протомициевые#Морфология) гладкие, светло-жёлтые, округлой или многогранной формы, размерами 25—50 мкм. Покрыты оболочкой толщиной 3—7 мкм. Синаски гладкие, бесцветные, размерами 30—60×45—150 мкм. Аскоспоры тонкостенные, эллипсоидные, размерами 4,5×3 мкм, быстро почкуются.
Гриб развивается в мае — июле.
Протомицес толстокожий впервые описан в Германии на одуванчике лекарственном (Taraxacum officinale), также поражает другие растения из рода Одуванчик (Taraxacum) и родов Апозерис (Aposeris), Василёк (Centaurea), Бодяк (Cirsium), Скерда (Crepis), Hyposeris, Кульбаба (Leontodon), Picris. В Европе гриб встречается в северных, центральных и восточных регионах от Британских островов до Карелии и Ленинградской области; в Азии известен в Закавказье (Грузия), Израиле, Пакистане и на Дальнем Востоке (Китай, Япония, Приморский край России); также распространён в Северной Америке.